# جوسيف شميد (منافس ألعاب قوى)
جوسيف شميد (بالألمانية: Josef Schmid)‏ هو منافس ألعاب قوى ألماني، ولد في 15 فبراير 1953 في Altshausen ‏ في ألمانيا.

## وصلات خارجية
- جوسيف شميد على موقع أوليمبيديا (الإنجليزية)